# Kościół św. Apostołów Piotra i Pawła w Starej Dobrzycy
Kościół św. Apostołów Piotra i Pawła w Starej Dobrzycy – katolicki kościół filialny zlokalizowany we wsi Stara Dobrzyca w gminie Resko, w powiecie łobeskim (województwo zachodniopomorskie). Należy do parafii Najświętszego Serca Pana Jezusa w Starogardzie.

## Historia i architektura
Kościół wzniesiony został w 1711 roku, na miejscu wcześniejszej świątyni. Murowany w konstrukcji ryglowej, rozplanowany został na rzucie prostokąta, z trójbocznie zamkniętym prezbiterium od strony wschodniej. W 1886 roku kościół został otynkowany z zewnątrz. Od strony zachodniej znajduje się masywna wieża, murowana z kamieni narzutowych i cegieł. W wyższej kondygnacji wieża nadbudowana jest w konstrukcji ryglowej i nakryta dachem namiotowym. Zawieszony na wieży dzwon został najprawdopodobniej odlany w warsztacie Kredewitza w Kołobrzegu w 1678 roku.
Wnętrze kościoła nakrywa płaski, drewniany strop. Nad wejściem znajduje się empora z wejściem po schodkach, z której można przejść do wieży. Z wyposażenia zachował się XVIII-wieczny ołtarz ambonowy z kolumienkami i akantową dekoracją oraz XVII-wieczne stalle.
Po II wojnie światowej kościół został poświęcony jako świątynia katolicka w dniu 10 sierpnia 1946 roku. W 1997 roku miały miejsce prace restauratorskie.